# 苏州第二图书馆
苏州第二图书馆是位于江苏省苏州市相城区的公立图书馆，该馆为苏州图书馆的新馆。2019年建成。
苏州第二图书馆2016年开工建设，总建筑面积45000平方米，总预算4.8亿元。第二图书馆旨在提升苏州图书馆的综合服务能力，配套智能集成书库，在节约空间的同时大幅增加馆藏数量，并完成全馆数字化智能化管理。2019年12月正式建成对外开放。
苏州第二图书馆主体分为南北两区，除了传统的图书阅览室外，还新设立设计图书馆、音乐图书馆、数字技术体验馆、苏州文学专题馆等特色内容。二图将少儿图书馆划分为4个部分，引入亲子阅读区，满足不同需求。